# 漢弗萊斯縣 (密西西比州)
是美國密西西比州西部的一個縣。面積1,117平方公里。根据美國2000年人口普查，共有人口11,206人。縣治貝爾佐尼（Belzoni）。
漢弗萊斯縣成立於1918年3月28日。縣名紀念州長本傑明·G·漢弗萊斯（Benjamin Grubb Humphreys）。美國60%的養殖鯰魚出產於縣治方圓65英里 （105公里）內。